# 方正兰亭黑
方正兰亭黑是由北大方正电子公司设计开发的一系列中文印刷字体，根据齐立在1990年代初设计的黑体系列样张改进而成，与微软雅黑字体系出同源。参与该系列字体设计的设计师包括崔艳、韩春丽、齐立、任燕卿、苏士鹏、王军芳、王文娜、于萍萍、张蕾。
与微软雅黑基于屏幕显示设计不同，兰亭黑系列专门针对印刷进行优化。此外，兰亭黑的拉丁字母部分与微软雅黑完全不同，类似于Helvetica。
兰亭黑系列还扩充了字体的款数，共包括兰亭特黑（H）、兰亭大黑（EB）、兰亭粗黑（B）、兰亭中粗黑（DB1）、兰亭中黑（DB）、兰亭准黑（M）、兰亭黑（R）、兰亭细黑（L）、兰亭纤黑（EL）、兰亭超细黑（UL）十档粗细变体，以及兰亭特黑长（HN）、兰亭特黑扁（HC）、兰亭黑长（RN）、兰亭黑扁（RC）四个宽度变体。
该系列字体曾获2009年“亚洲最具影响力大奖”铜奖。